# Оберг, Вендла
Вендла Оберг (швед. Wendla Åberg; 1791—1864), — шведская сценическая актриса и балерина. Она была звездой Гётеборгского театра и одним из самых известных театральных актёров провинциального театра, чья слава выходила далеко за его пределы.
Вендла Оберг была дочерью оперной певицы Инги Оберг и дворянина Карла Густава фон Стокенстрёма. Она играла в Театре комедии (швед. Comediehuset) в Гётеборге в 1812—1816 годах, а затем на сцене в театре Сегерлиндска (Segerlindska teatern), заменившем старый Театр комедии, в 1816—1823 годах, которым сначала руководил Юхана Антона Линдквиста и (с 1820 года) под руководством Густава Обергссона. Вендла Оберг была главной звездой театра в то время, когда в Гётеборге был постоянный театр, единственный в Швеции находящийся за пределами Стокгольма.
Оберг была не только театральной актрисой, но и опытной танцовщицей. Так она всегда исполняла танец, если это требовалось в тех или иных театральных постановках, при этом очень любя это искусство. Вендла Оберг была в этой степени столь же популярна как и актрис и считалась одной из трёх самых выдающихся женщин шведского провинциального театра своего времени:
... можно сказать, что наша сцена никогда, по крайней мере в течение довольно долгого времени, не обладала такими искусными актрисами, как госпожа Обергссон и мамселли Хаглунд и Оберг;
В 1823 году Гётеборгский театр был распущен как постоянная сцена, и Оберг стала актрисой в театральной труппе Карла Вильднера. Вендла Оберг прекратила свою театральную карьеру в 1825 году и поселилась в Гётеборге вместе с матерью, где работала преподавателем танцев. Она была очень успешна в этой деятельности: в течение 40 лет Оберг инструктировала дебютантов высшего света Гётеборга перед их первым балом в этом обществе.